# Felip Carles d'Erbach-Fürstenau
Felip Carles d'Erbach-Fürstenau - Philipp Karl von Erbach-Fürstenau (alemany) (Schönberg, Alemanya, 14 de setembre de 1677 - Fürstenau, 2 de juny de 1736) era fill del comte Jordi Albert II (1648-1717) i d'Anna Dorotea de Hohenlohe-Waldenburg (1656-1724). El 4 de desembre de 1689 es va casar a Kleinheubach amb Carlota Amàlia de Kunowitz (1677-1722), filla de Joan Frederic de Kunowitz (1624-1700) i de Dorotea de Lippe-Brake (1633-1706). El matrimoni va tenir quatre fills:
- Carolina (1700-1758), casada amb el duc Ernest Frederic II de Saxònia-Hildburghausen (1707-1745).
- Enriqueta (1703-1704)
- Lluïsa Elionor (1705-1707)
- Lluïsa Elionor (1705-1707
- Joan Guillem (1707-1742)

Havent enviudat, Felip Carles es casà per segona vegada, el 22 de juliol de 1723 amb la baronessa Anna Sofia de Spesshardt (1693-1767, filla de Cristòfol Gaspar de Spesshardt i d'Eva de Bibra. D'aquest segon matrimoni en nasqueren: 
- Imma (1724-1730)
- Carlota Guillemina (1725-1739)
- Ernest (1726-1727)
- Lluís II (1728-1794)
- Sofia Carolina (1730-1737)
- Jordi Albert III (1731-1779), casat amb Adolfa Guillemina de Schwarzburg-Sondershausen (1737-1788).
- Felip Carles (1733-1735)